# Kim Da-mi
Kim Da-mi (김다미?, Gim Da-miLR, Kim TamiMR; 9 aprile 1995) è un'attrice sudcoreana.

## Biografia
Ha esordito come attrice nel 2018 attraverso il film indipendente 2017 dongmyeong-i-in project, interpretando una donna appena uscita da una relazione romantica. Quello stesso anno è apparsa in due pellicole del mistero, il thriller Nareul gi-eokhae e il film d'azione Manyeo, che le ha valso il plauso alla sua interpretazione. Successivamente ha avuto un cameo nel suo sequel.
Nel 2020 si è avvicinata per la prima volta al piccolo schermo con il drama Itaewon Class, mentre nel 2021 nella serie Our Beloved Summer, dove si è riunita con Choi Woo-shik, sua co-star in Manyeo.

## Filmografia

### Cinema
- Nareul gi-eokhae (나를 기억해?), regia di Lee Han-wook (2018)
- 2017 dongmyeong-i-in project (2017 동명이인 프로젝트?), regia di Lee Kyeong-won (2018)
- Manyeo (마녀?), regia di Park Hoon-jung (2018)
- Manyeo Part2. The Other One (마녀(魔女) Part2. The Other One?), regia di Park Hoon-jung (2022) – cameo
- Soulmate (소울메이트?), regia di Min Yong-geun (2023)

### Televisione
- Itaewon Class (이태원 클라쓰?) – serial TV, 16 episodi (2020)
- Our Beloved Summer (그 해 우리는?) – serial TV, 16 episodi (2021-2022)

## Riconoscimenti
- APAN Star Award
  - 2021 – Candidatura Miglior nuova attrice per Itaewon Class[8]
  - 2021 – Candidatura Premio popolarità (attrici) per Itaewon Class[9]
  - 2022 – Candidatura Miglior coppia con Choi Woo-shik per Our Beloved Summer[10]
- Asia Artist Award
  - 2018 – Premio principianti per Manyeo[11]
- Baeksang Arts Award
  - 2019 – Candidatura Miglior nuova attrice cinematografica per Manyeo[12]
  - 2020 – Miglior nuova attrice televisiva per Itaewon Class[13]
  - 2020 – Candidatura Premio popolarità TikTok (donne) per Itaewon Class[14]
- Blue Dragon Film Award
  - 2018 – Miglior nuova attrice per Manyeo[15]
- Brand Customer Loyalty Award
  - 2022 – Miglior attrice[16]
- Buil Film Award
  - 2018 – Miglior nuova attrice per Manyeo[17]
- Chunsa Film Art Award
  - 2019 – Candidatura Miglior nuova attrice per Manyeo[18]
- Director's Cut Award
  - 2018 – Miglior nuova attrice per Manyeo[19]
- Elle Style Award
  - 2018 – Prossima icona Elle[20]
- Fantasia International Film Festival
  - 2018 – Premio Cheval Noir alla migliore attrice per Manyeo[21]
- Grand Bell Award
  - 2018 – Miglior nuova attrice per Manyeo[22]
  - 2018 – Candidatura Miglior attrice per Manyeo[23]
- Korea First Brand Award
  - 2020 – Miglior nuova attrice per Itaewon Class[24]
- KOFRA Film Award
  - 2019 – Miglior nuova attrice per Manyeo[25]
- Korea Youth Film Festival
  - 2018 – Nuova attrice popolare per Manyeo[26]
  - 2019 – Nuova attrice popolare per Manyeo[27]
- London Asian Film Festival
  - 2018 – Premio astro nascente per Manyeo[28]
- Marie Claire Asia Star Award
  - 2018 – Premio astro nascente per Manyeo[29]
- Olleh TV Movie of the Year Award
  - 2019 – Premio Sei grandi attori per Manyeo[30]
- SBS Drama Award
  - 2021 – Premio del regista per Our Beloved Summer[31]
  - 2021 – Candidatura Premio alta eccellenza, attrice in una miniserie romantica/commedia per Our Beloved Summer[32]
  - 2021 – Candidatura Miglior coppia con Choi Woo-shik per Our Beloved Summer[33]
- Sports Dong-A.com's Pick
  - 2018 – Premio Adesso dove sei?[34]
- The Seoul Award
  - 2018 – Miglior nuova attrice per Manyeo[35]